# リップシャッツ信元夏代
リップシャッツ信元夏代（リップシャッツのぶもとなつよ、1972年7月8日 - ）は、米国在住の事業戦略コンサルタント、プロフェッショナルスピーカー、グローバルプレゼンコーチ。東京都港区出身。
ニューヨークを拠点に、異文化チームコミュニケーションと戦略的プレゼンテーションの指導を行っている。世界で400人強しかいないとされるエリートプロフェッショナルスピーカー称号、全米プロスピーカー協会（National Speakers Association）のCertified Speaking Professional (CSP®)を日本人として史上初の受賞をしており、英語・日本語で基調講演登壇などの活動を行っている。2022年から2024年まで全米プロスピーカー協会（National Speakers Association）ニューヨーク支部の理事を務め、2024年以降は同団体本部のCSP®選出委員会理事を務めている。

## 学歴
- 女子学院中学校・高等学校を卒業（1985年 - 1991年）
- 早稲田大学商学部を卒業（1991年 - 1995年）。専攻はビジネスにおける異文化コミュニケーション。
- ワシントン大学への交換留学を経験（1993年 - 1994年）。
- ニューヨーク大学スターン・スクール・オブ・ビジネスでMBAを取得（2000年 - 2002年）。専攻はマーケティングとアントレプレナーシップ。

## キャリア
大学卒業後、ニューヨークの伊藤忠インターナショナルで鉄鋼および紙パルプ部門に勤務。その後、ニューヨーク大学でMBAを取得し、マッキンゼー・アンド・カンパニーでサマーインターンとして勤務（2001年）。2004年にAspire Intelligence™を設立し、企業の戦略的成長を支援。2014年にはBreakthrough Speaking™を創設し、グローバルリーダーのコミュニケーション力醸成に取り組んでいる。

## 業績
TEDx Waseda U - 2015年に「Living in the YES」と題して登壇した。2022年からTEDxTIUのスピーカー講師を担当している。（2022年ー現在）
全米プロスピーカー協会National Speakers Association）において
- 2021年にニューヨーク支部の理事に就任。
- 2024年、Certified Speaking Professional (CSP®)を取得。
- 2024年、米国本部のCSP®選出委員会理事に就任。

トーストマスターズ国際スピーチコンテスト - ニューヨーク地区大会で複数回優勝し、2014年から2019年にかけて複数のタイトルを獲得。
APT Women - 東京都女性ベンチャー成長促進事業。講師として参加している。

## ライセンスと認証
- Certified Speaking Professional (CSP®) - 全米プロスピーカー協会（2024年3月）
- HPS GRAD Certification - Heroic Public Speaking（2019年12月）
- World Class Speaking Coach - World Class Speaking（2014年1月）
- Situational Leadership II - Blanchard（2010年1月）

## 賞歴
- 2013年: International Speech Contest District Finalist
- 2014年: International Speech Contest Division Champion
- 2017年: International Speech Contest Division Champion
- 2018年: International Speech Contest Division Champion
- 2019年: International Speech Contest District Runner-up
- 2023年：全米プロスピーカー協会ニューヨーク支部 Member of the Year Award
- 2024年: Certified Speaking Professional (CSP®)

## 著書
- 20字に削ぎ落とせ ワンビッグメッセージで相手を動かす（2019年、朝日新聞出版社） [9][10]
- ストーリーに落とし込め 世界のエリートは自分のことばで人を動かす[11]（2020年、フォレスト出版） [12][13]
- The Success Blueprint（2020年、Celebrity Press出版、共著） ブライアン・トレーシーとの共著
- Uncover Your Message: The 3-Step Process for Presenting Your Ideas Effectively and Persuasively, Globally and Locally（2024年、Routledge）

## 個人生活
一児の母であり、競技ラテンダンスのプロアマ選手としても活動している。乳がんサバイバーとしての経験も持つ。